# 波迪利斯克
波迪利斯克（烏克蘭語：Подільськ，羅馬化：Podilsk，發音：[poˈd⁽ʲ⁾ilʲsʲk] ⓘ）是乌克兰敖德萨州波迪利斯克區波迪利斯克市鎮内的城市，为该区及该市镇的行政中心（该市在2020年7月18日前为该州的州辖市，并不在该区的管辖范围内）。該市距離州府敖德薩168公里，始建於1779年，面積25.44平方公里，海拔高度248米，2022年人口数量为39,220人。
1928年至1929年该市为摩尔达维亚苏维埃社会主义自治共和国的首府。1935年以苏联军事政治人物格利哥里·科托夫斯基的名字命名为科托夫斯克（羅馬化：Kotovsk），2016年根据乌克兰去共产法律，改为现名。

## 图集

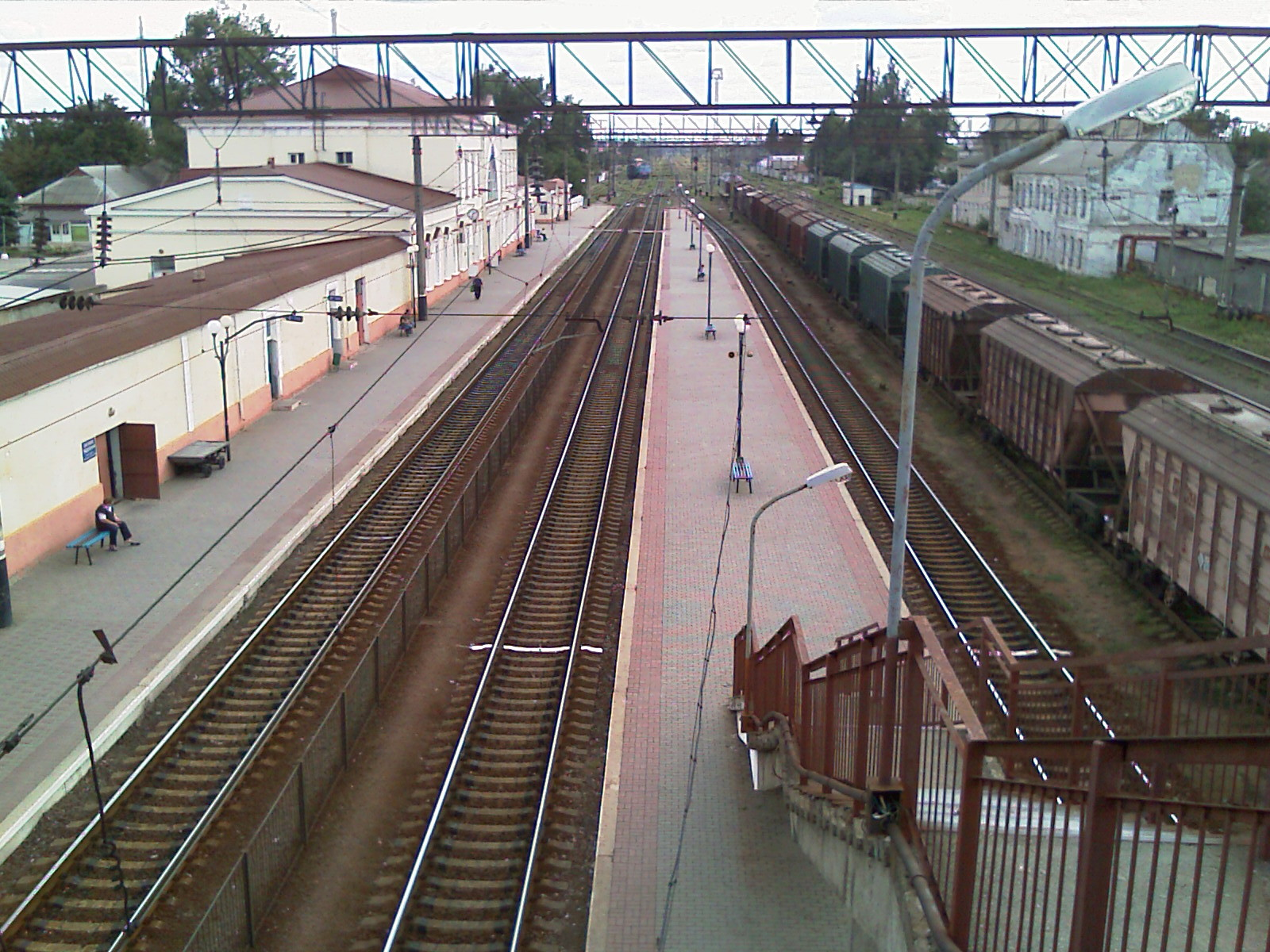
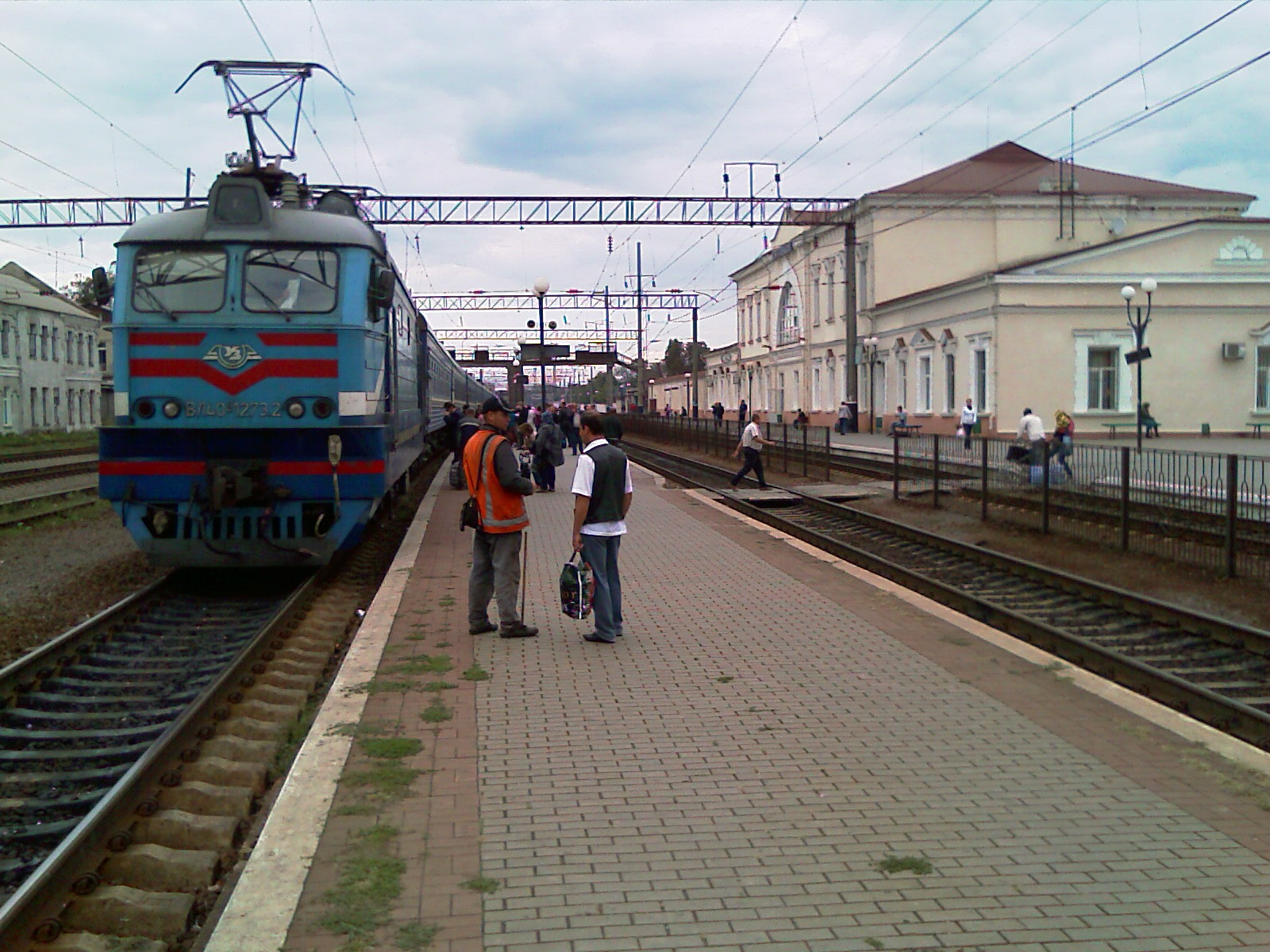
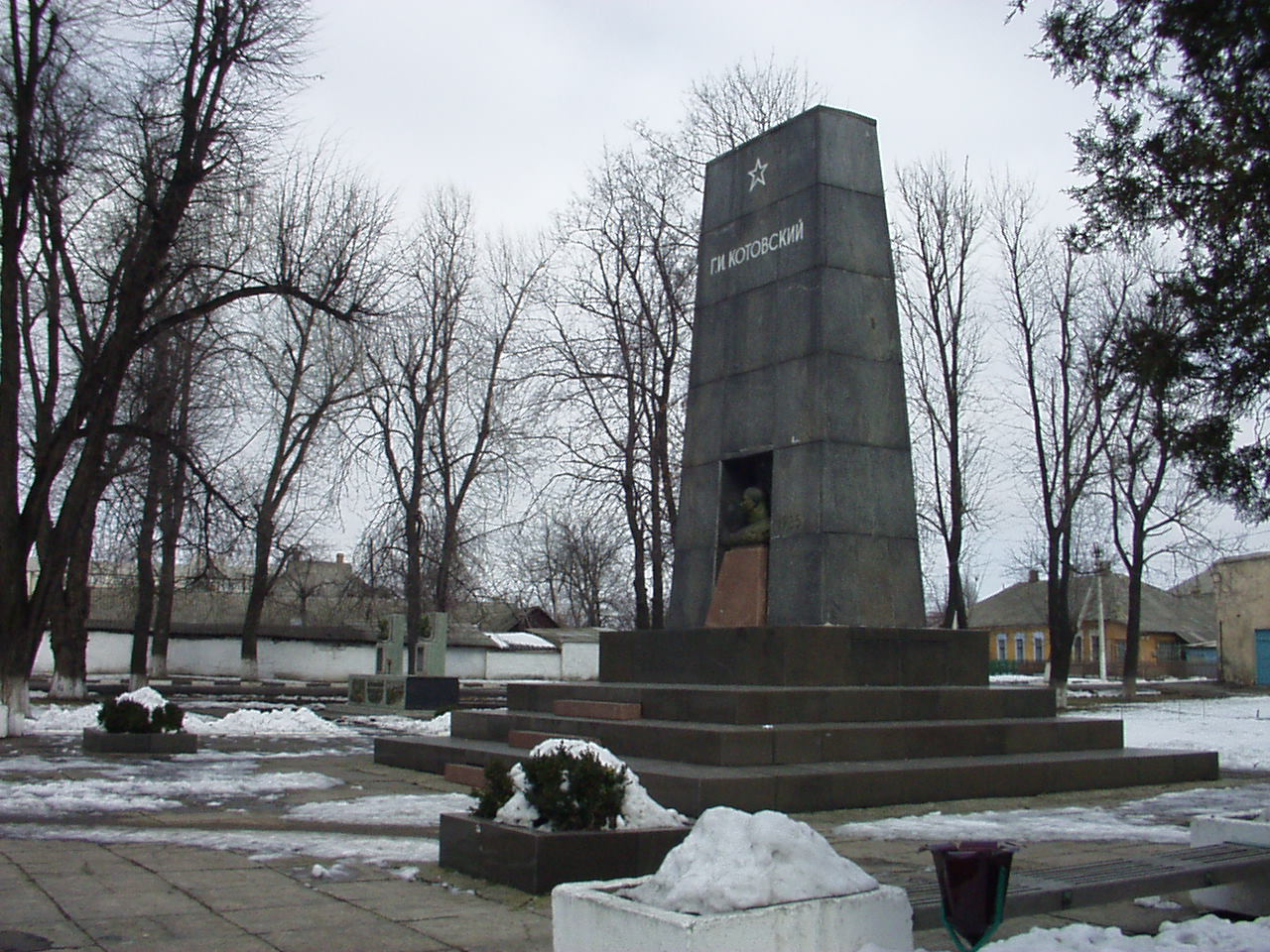

## 友好城市
- 摩尔多瓦 亨切什蒂

## 來源
1. ↑   (PDF).   [2023-03-16]. （原始内容存档 (PDF)于2022-07-04）.
2. ↑  周定国 (编). . . 中国对外翻译出版公司. NLC 003756704.[]